# استفان فریدمان
استفان فریدمان (لهستانی: Stefan Friedmann؛ زادهٔ ۲ سپتامبر ۱۹۴۱) بازیگر اهل لهستان است.
از فیلم‌ها یا مجموعه‌های تلویزیونی که وی در آن‌ها نقش داشته است، می‌توان به سرنوشت‌های لهستانی، نخستین روز آزادی، رانندگان جایگزین، مجروح در جنگل، وقتی منو بگیری باهام چکار می‌کنی؟، چهل‌ساله، طعمه و چشم‌انداز بعد از نبرد اشاره نمود.